# Fanny Niemi
Fanny Maria Niemi-Junkola, född 27 december 1962 i Ikalis, är en finländsk konstnär. 
Niemi bedrev 1984–1988 skulpturstudier vid Åbo ritskola och 1992–1995 vid Glasgow School of Art samt ställde ut första gången 1989. Hon har blivit nationellt och internationellt känd som video- och filmkonstnär. Hon har också medverkat i internationella performansfestivaler. Bland titlarna på hennes videoinstallationer märks Untitled-Fight (1995, 1997), Pro-Boxers, Pauliina och Jättarna (1998), Ingrid/Irmgard (1999), To Begin (2001), Svart – hevosmiehen tarina (2003). Hon har undervisat bland annat som professor vid Bildkonstakademin 2001–2002.